# Förgyll vad du kan förgylla
Förgyll vad du kan förgylla är en sång från 1942.
Från början var låten på danska, texten och musiken skrevs av Charlie Möller och hade namnet Betal din licens med glaede. Svensk text skrevs av Karl Gerhard, som sjöng in den på skiva och gav ut den 1943 .

### Fotnoter
1. ↑  ”Svensk mediedatabas”. http://smdb.kb.se/catalog/id/000094288. Läst 22 mars 2011.